# 黄禍論

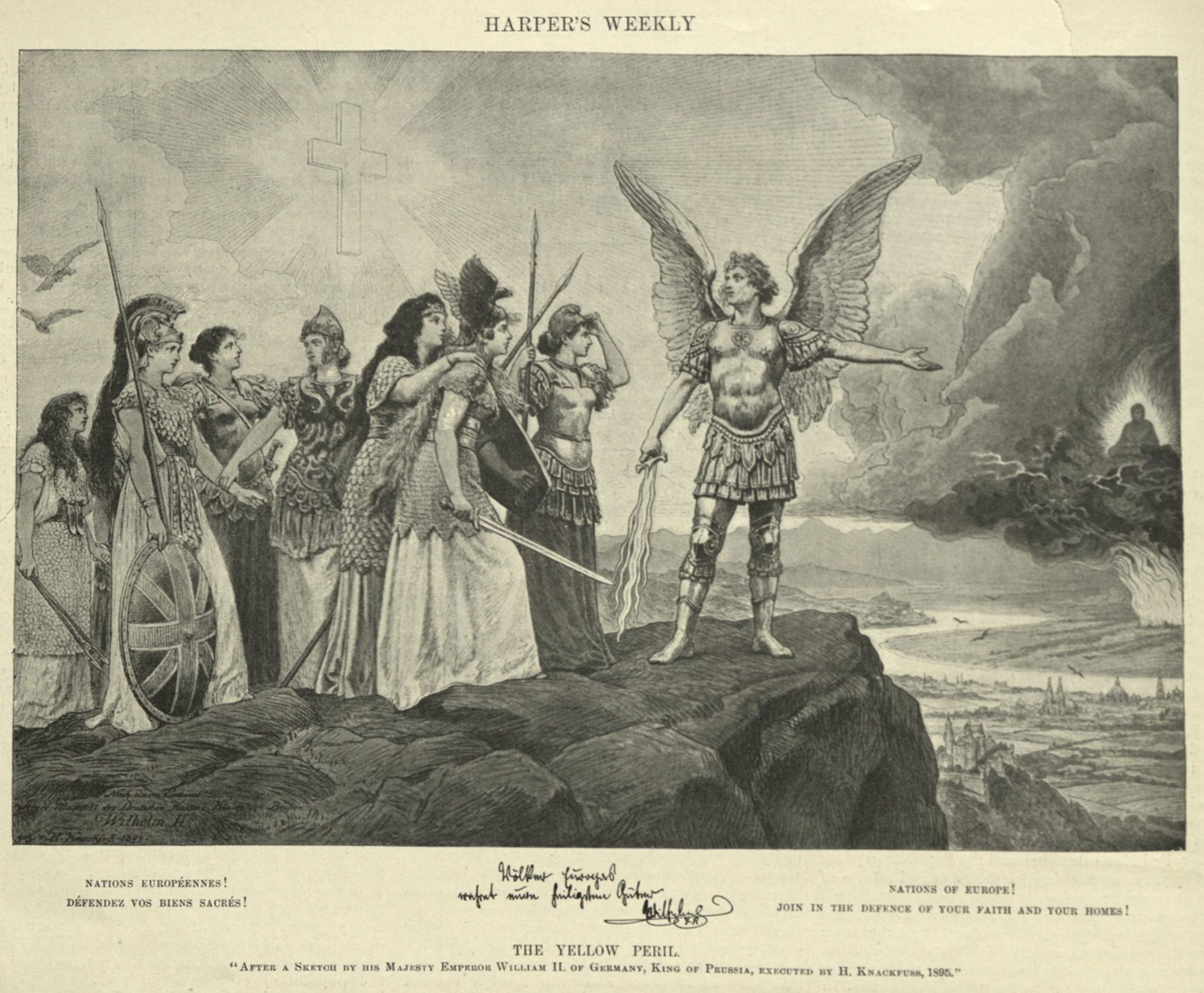
「黄禍」（gelbe Gefahr）を世界に知らしめた寓意画"ヨーロッパの諸国民よ、諸君らの最も神聖な宝を守れ"。ドイツ皇帝ヴィルヘルム2世の図案をもとに、歴史画家ヘルマン・クナックフースが描いたこの絵は、当時のヨーロッパの日本や中国（清朝）に対する警戒心を端的に表したイラストである。右手の田園で燃え盛る炎の中に仏陀がおり、左手の十字架が頭上に輝く高台には、ブリタニア（イギリス）、ゲルマニア（ドイツ）、マリアンヌ（フランス）などヨーロッパ諸国を擬人化した女神たちの前でキリスト教の大天使ミカエルが戦いを呼び掛けている。

黄禍論（こうかろん、おうかろん、独: Gelbe Gefahr、英語: Yellow Peril）とは、19世紀後半から20世紀前半にかけてヨーロッパ・北アメリカ・オーストラリアなどの欧米国家において現れた、日本人脅威論。人種差別の一種とされる。

## 概要
日清戦争（1894年）における日本による中国大陸への軍事的な進出をきっかけに、同様に中国大陸に進出していたロシア・ドイツ・フランスに広がった政策思想である。フランスでは1896年の時点でこの言葉の使用が確認されており、ドイツ帝国の皇帝ヴィルヘルム2世が広めた寓意画『ヨーロッパの諸国民よ、諸君らの最も神聖な宝を守れ』によって世界に広がった。日清戦争に続く日露戦争や日独戦争の日本勝利で欧州全体に広まったとされる。主な論者に独: gelbe Gefahr（「黄禍」）というスローガンを掲げたドイツ帝国の皇帝ヴィルヘルム2世が挙げられる。1900年の北清事件（義和団の乱）後、清内乱の暴力傾向と宗教的な差異を関連付ける形でドイツ国内で報道された。
大航海時代以前にモンゴル帝国をはじめとした東方系民族による侵攻に苦しめられた白人は、黄色人種をモンゴロイドと称した。キタイという言葉の直接の意味は、10世紀頃に華北にて遼朝を建国した遊牧民族「契丹」を指すが、ロシア語においては（現在も含めた）「中国」を意味し、北方への対外侵略を常としてきた契丹と同一視することで警戒・畏怖する意味も込められている。そのため、黄色人種は、モスクワ大公国（後のロシア帝国）においては「タタールのくびき」として、また、西ヨーロッパではアンチキリストがアジアから現れると信じられ、共に恐れられてきた。近衛篤麿が同人種同盟論を唱えたように、仮に日中さらにはインドが連携した場合、絶大な人口を誇る勢力となるため、欧米は離間工作を繰り返してきた。
近代の黄禍論で対象とされる民族は、主に中国人・日本人である。このことは特にアメリカ合衆国では1882年に制定された排華移民法や1924年に制定された排日移民法など反日的な立法に顕われ、影響が論じられる。

## 歴史

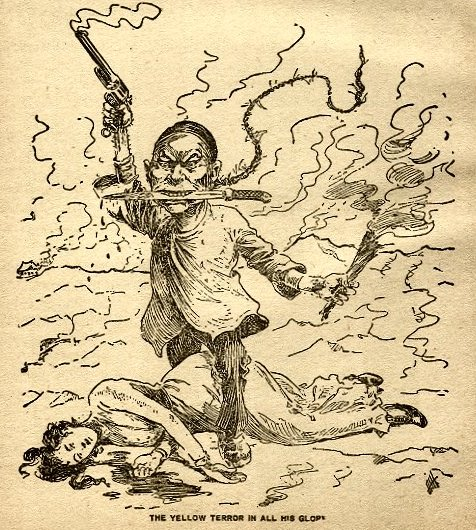
"The Yellow Terror In All His Glory"（1899年）と題された、黄禍に関する諷刺画。辮髪の中国人が女性を踏みつけにしている。

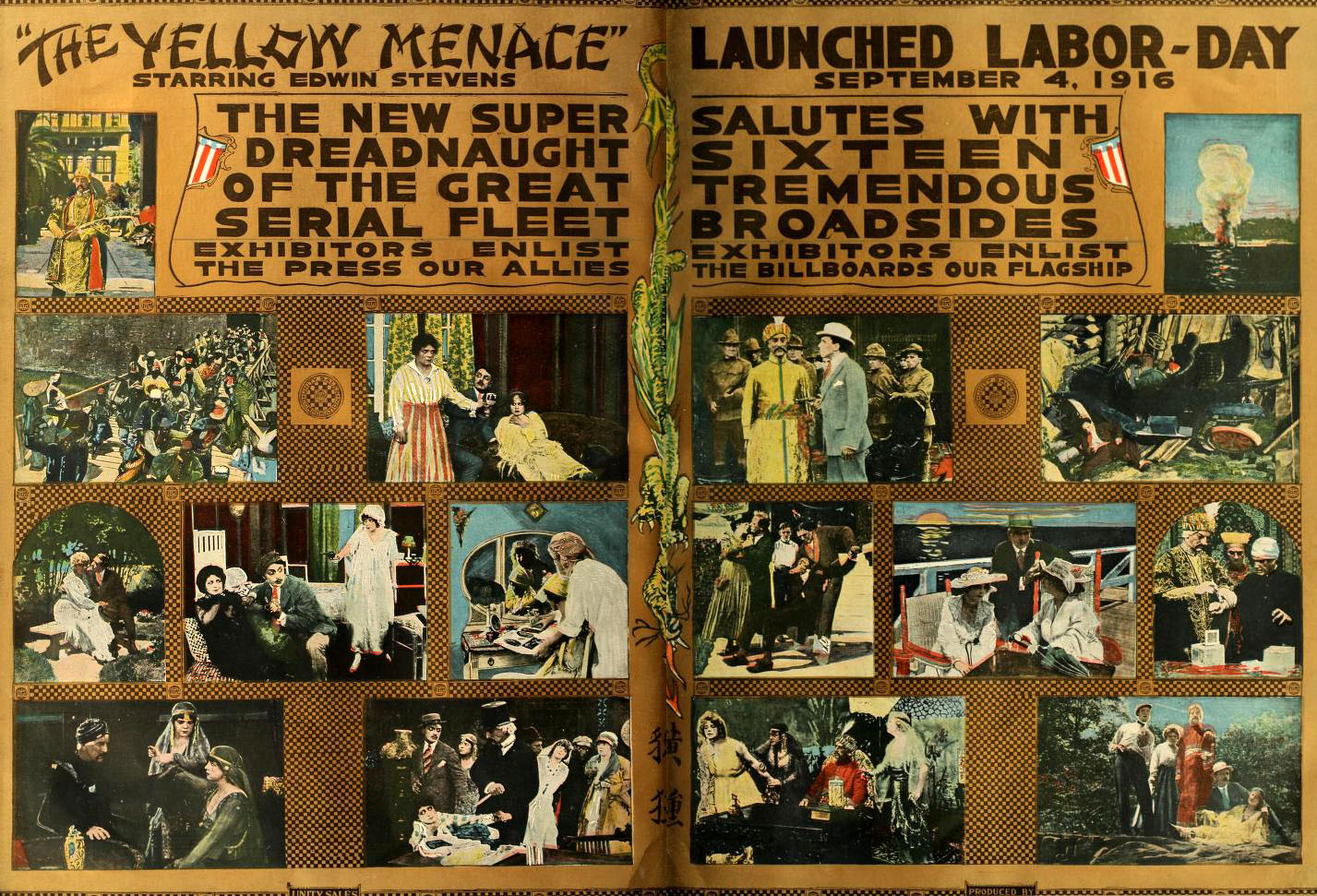
The Yellow Menace (1916年9月)

黄禍というスローガンは、日清戦争前後の1894年から1895年にかけて新聞、パンフレット、雑誌などのマスメディアに流布するようになった。それ以前に、黄禍という言葉こそ使っていないものの、中国人の脅威を説いたミハイル・バクーニンの例が見られる。その後、1900年の義和団の乱勃発まではドイツ帝国国内でさえ「黄禍」という言葉はほとんど無視され、対照的にライン川の西の第三共和政下のフランスでは1896年から1899年の間、言論界で「黄禍」がしばしば論じられた。
ハインツ・ゴルヴィツァーは著書、『黄禍論とは何か』にて、「黄禍」は1895年にライン川の西で発生し、拡散していったと推定している。
まず、イギリスで黄禍論が頻繁にジャーナリズムに登場するようになり、それがロシア、フランスに波及していった。
フランスのアナトール・フランスは、黄禍論の横行する世相の中、1904年に発表した小説『白い試金石』の中で、ヨーロッパの「白禍」こそが「黄禍」を生み出したのだと主張し、反植民地主義を唱えた。
ロナルド・ノックスは、推理小説を書く際のルールとして1928年に発表したノックスの十戒において「主要人物として中国人を登場させてはならない」を追加したが、その理由として「われわれ西欧人のあいだには、“中国人は頭脳が優秀でありながら、モラルの点で劣る者が多い”との偏見が根強い」と説明している。

### ドイツ
「黄禍」という言葉が生まれる以前の黄禍思想は日清戦争の講和条約に際してロシア、ドイツ、フランスの三国が1895年4月23日に行った三国干渉によって広まった。ヒューストン・ステュアート・チェンバレンの人種理論の影響を受けたドイツ帝国の皇帝ヴィルヘルム2世は「黄禍」を説くことによって、それまでの汎スラヴ主義と汎ゲルマン主義の対立によってドイツと敵対していたロシアを極東に釘付けし、更にロシアと同盟関係にあったフランス相手にドイツのヨーロッパにおける立場を有利にすることを画策したのであった。三国干渉と同年の1895年の秋にヴィルヘルム2世は自らが原画を描き、宮廷画家ヘルマン・クナックフースが仕上げた寓意画「ヨーロッパの諸国民よ、汝らの最も神聖な宝を守れ！」をロシア帝国の皇帝ニコライ2世に贈呈し、さらにその複製がフランスのフェリックス・フォール大統領、アメリカ合衆国のウィリアム・マッキンリー大統領らに配布され、この寓意画のイメージは西洋世界に黄禍論を普及させるに至った。
ところが、1900年に義和団の乱が勃発すると、ヴィルヘルム2世は同1900年7月6日にキール港にて義和団の乱に派遣されるドイツ軍将兵に対して「匈奴演説」（フンネンレーデ）と呼ばれる黄色人種排斥演説を行い、7月に行われた幾度かの演説の中でドイツ皇帝は清国の兵士をドイツ軍が捕虜にする必要はないことなどを訴え、このヴィルヘルム2世の過激な言動は他の西洋諸国からも批判を受けた。
さらに1904年に日露戦争が勃発すると、ヴィルヘルム2世はアメリカ合衆国のセオドア・ルーズベルト大統領に対し、日露戦争が黄白人種間の人種戦争であることを訴えた。1905年9月5日に日露戦争の講和条約であるポーツマス条約が締結された際には、翌9月6日の『ニューヨーク・タイムズ』紙のインタビューにてヴィルヘルム2世はドイツ外交当局の意図を超えて黄禍を訴え、日露戦争の勝利によって列強間の門戸開放政策を崩しかねない日本をアメリカ合衆国の力で抑制しようと試みている。
第一次世界大戦が勃発し、中央同盟国の一国であるドイツに対し、連合国の一国として日本が参戦して日独戦争が起きると、ドイツでは黄禍感情がよみがえり、雑誌『ルスティゲ・ブレッター』や『ヴァーレ・ヤーコプ』にはヴィルヘルム2世の寓意画、「ヨーロッパの諸国民よ、汝らの最も神聖な宝を守れ！」をパロディにした対日風刺画が掲載された。

### イタリア
ファシスタ・イタリアの統領、ベニート・ムッソリーニは、1931年の満洲事変勃発以後のイタリアの中国支持政策や、エチオピアへの領土的な野心から発した当時の日本とエチオピアの関係拡大への対抗から、1934年に日本人に対して黄禍論を表明し、杉村陽太郎駐伊日本大使と衝突している。だが、その後の第二次世界大戦では、ナチスドイツとともに日独伊三国同盟を締結し、枢軸国の一員として日本とは友好関係に転じた。

### アメリカ合衆国

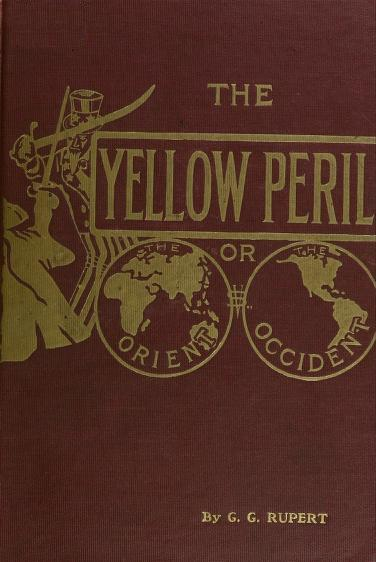
1911年に刊行されたアメリカ合衆国のキリスト教ディスペンセーション主義者、G・G・ルパートの著書"The Yellow Peril"（『黄禍』)の第三版。

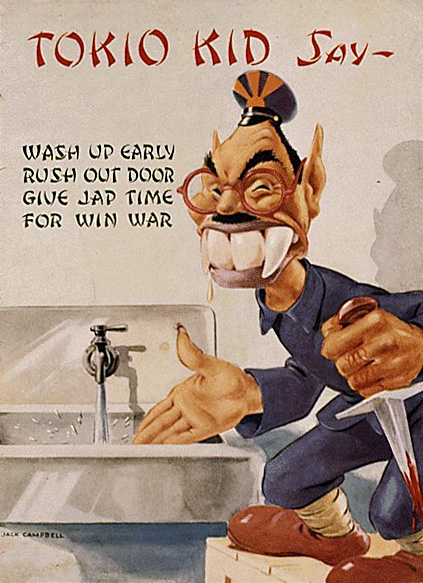
アメリカの反日プロパガンダ

19世紀半ば、清朝が衰退し、イギリスをはじめとする西洋諸国によって半植民地の状態におかれた中国では、安定した生活を求め海外に移住する者（華僑）が出始めた。
ちょうどこの頃、1848年1月24日に当時はまだメキシコの一部であったカリフォルニア州で金鉱山が発見されゴールドラッシュに沸き返っていた（カリフォルニア・ゴールドラッシュ）。ゴールドラッシュによる好景気の影響もあって西部開拓が推し進められ、大陸横断鉄道の敷設が進められた。金鉱の鉱夫や鉄道工事の工夫として多くの中国人労働者が受け入れられた（苦力）。1860年代よりカリフォルニアのアイルランド人を中心とする白人労働者の間で反中国人苦力感情が高まっており、1869年には中国人を雇用する企業に対して「アングロサクソン保護委員会」と称する組織が脅迫状を送っている。
1870年、帰化法が改正され(Naturalization Act of 1870)、帰化できる人種に「アフリカ系」が加えられた。これは南北戦争後の処理の一環であるが、チャールズ・サムナーらの人種による要件をなくす提案は拒否され、この条項はのちにアジア系を区別することに広く使われることになる。低賃金労働を厭わずに白人労働者と競争していた中国人労働者への反発から、1882年に中国人排斥法が制定された。この1882年の中国人排斥法の成立はドイツとオーストリアの反ユダヤ主義者に思想的影響を与え、『新ドイツ民族新聞（Neue Deutsche Volkszeitung）』やオーストリアの政治家、カール・ボイルレはユダヤ人を「ヨーロッパの中国人」と呼んで攻撃する立場からこの法律に賛同する声明を発表している。同じ差別を受ける者として中国人に擁護的であったユダヤ人作家であるマーク・トゥエインですら、1905年には『黄色い恐怖の物語』を執筆している。
少し遅れて19世紀後半に日本人がハワイに移住を始める。1898年にハワイが米国に併合され、また、カリフォルニア開発の進展などにより農場労働者が必要になると、日系移民のアメリカ合衆国本土への移転が増加する。
祖国では困窮しきっていた彼らは新天地での仕事に低賃金でも文句を言わず良く働いた。そのためイタリア系やアイルランド系（いずれも熱心なカトリック教徒）などの白人社会では、下層を占めていた人々の雇用を中国人移民や日本人移民などの黄色人種が奪うようになった。それが社会問題化し、黄禍論が唱えられるようになった。
1880年代より北アメリカ本土のカリフォルニアに移住した日本人移民は1900年代初頭に急増し、急増に伴って中国人が排斥されたのと同様の理由で現地社会から排斥されるようになり、1905年5月には日本人・韓国人排斥連盟が結成された。1906年4月のサンフランシスコ地震の後に悪化したカリフォルニアの対日感情のもつれは、1907年に日米当局による日本人移民の制限という形で政治決着した(日米紳士協約)。この事件を契機に、アメリカ合衆国では「黄禍」は「日禍」として捉えられるようになった。その後もアメリカ合衆国の対日感情は強硬であり、日系人が農業に多く進出していたカリフォルニア州で、土地の所有と3年以上の貸与を禁止する州法カリフォルニア州外国人土地法が1913年に制定され、第一次世界大戦後の1924年7月1日に排日移民法が制定された。
1909年にはホーマー・リー（英語: Homer Lea）が『無智の勇気』(The Valor of Ignorance) を発表している。
1980年代より日米貿易摩擦の激化に伴ってジャパンバッシングが起き、中国人移民であるビンセント・チンが白人に同じ黄色人種の日本人と間違えられて殺害され、加害者は懲役の執行猶予で服役することはなかった刑の軽さと（見当違いの）人種差別による殺人が大きな社会問題となってアジア系アメリカ人が権利を主張する契機となった。
2019年に米中貿易戦争で米中の貿易摩擦の激化を受け、中長期的なアメリカの外交戦略を担うアメリカ国務省政策企画本部が米中の対立を東西冷戦と異なる白人（コーカサス人種、Caucasian）文明と中国文明の対立と位置付けることを表明した際は文明の衝突や白色人種の優位性を説いたことに対して中国政府は反発した。
2020年には中国武漢からCOVID-19の感染が拡大すると、各地でアジア人襲撃が相次ぎ日本人も狙われている。加害者には白人だけでなく黒人も多い。

### オーストラリア
オーストラリアでは1860年代より白人労働者によって反中キャンペーンが繰り広げられていた。オーストラリアでは労働組合が先頭に立って黄色人種排斥運動が展開され、オーストラリア植民地政府は黄禍論を出発点に外交政策を立てたため、日英同盟を結んでいたイギリス本国の外交政策とは大きな隔たりがあった。ランビング・フラット暴動（英語: Lambing Flat riots）（オーストラリアにおける中国人労働者襲撃事件）も参照。

## 反論
- 岡倉天心はその英字論文で、"White Disaster（白禍）"という言葉を挙げ、軍隊とキリスト教の宣教活動を伴った西洋の帝国主義が他国の生活文化を侵蝕していると喝破した。これは欧州でも読まれ、日本でも『東洋の覚醒（日本の覚醒）』として出版された[50][51]。
- 桑原隲蔵は1913年（大正2年）10月、『新日本』に発表した論文で白人は今日でも自分勝手に世界の最優等人種で、世界を支配すべき特権あるが如く信じて居る。この偏見からすべての事を判定する。黄人が彼等の言う儘に、なす儘になつて居る間は、苦情も出ぬが、黄人が覚醒して、幾分彼等の自由にならぬと、直ちに黄禍論を唱へ、甚だしきは黄人に対して謀反呼ばはりをする。それ程黄人が危険なら、無理に出掛けて来て、極東に通商を開き、或はその土地を占領しながら、黄人の危険を説くは、一つの滑稽といはねばならぬと白人の身勝手さを論駁している[注釈 2]。

## 脚註